# Feira
Feira est une ancienne paroisse civile portugaise (en portugais : freguesia) de la municipalité de Santa Maria da Feira dans le district d'Aveiro. Elle correspond au centre urbain de Santa Maria da Feira.
La loi no 11-A/2013 du 28 janvier 2013, portant réorganisation administrative du territoire des freguesias, fusionne Feira avec les paroisses voisines de Travanca, Sanfins et Espargo pour former l’União das freguesias de Santa Maria da Feira, Travanca, Sanfins e Espargo (dont le siège est à Feira).